# Томіслав Відошевіч
Томіслав Відошевіч (хорв. Tomislav Vidošević; 1 січня 1965, Спліт, Хорватія) — хорватський дипломат. Генерал-полковник. Надзвичайний і Повноважний Посол Хорватії в Україні (2012—2018), а від січня 2019 року — посол у Польщі.

## Біографія
Народився 1 січня 1965 року в місті Спліт, Хорватія. Закінчив юридичний факультет в Спліті, Загребського університету, який спеціалізується в галузі цивільного права. У 1998 році закінчив однорічні курси в Дипломатичній Академії МЗС Хорватії. Володіє англійською, італійською та французькою мовами.
З 18 липня 1991 року — доброволець 114-ї бригади Хорватської національної гвардії;
З 1991 року — офіцер зв'язку Хорватського офісу при Місії спостерігачів Європейського Союзу; Брав участь у переговорах на території Південної Хорватії, включаючи острови Віс та Ластово, міста Стон, Цавтат і Дубровник, селах Паково, Житніч та Скрадні, на території навколо міст Задар і Оточац.
Восени 1992 року керівник Хорватського офісу Уряду Республіки Хорватії UNPROFOR i EUMM у Спліті;
У 1992 — голова Національної комісії хорватського уряду з обміну ув'язненими в Південній Хорватії;
У 1992 — Голова Хорватського офісу при Місії спостерігачів Європейського Союзу у Спліті від Міністра закордонних справ Республіки Хорватії (EUMM);
З березня 1993 — координатор Національної комісії з обміну військовополоненими в Південній Хорватії;
З червня 1993 — заступник начальника Управління Прем'єр-міністра Хорватії;
У 1994 році призначений радником прем'єр-міністра Хорватії;
У 1998 році Радник прем'єр-міністра Хорватії, начальник Управління із співпраці з ОБСЄ;
31 грудня 2000 року начальник Управління із співпраці з міжнародними організаціями;
З лютого 2004 року помічник міністра закордонних справ Хорватії з питань багатосторонніх і міжнародних організацій;
Із жовтня 2005 року Надзвичайний і Повноважний Посол Республіки Хорватія в Італійській Республіці;
Із жовтня 2005 року постійний представник Республіки Хорватії при Продовольчій та сільськогосподарській організації (FAO), при Міжнародному фонді сільськогосподарського розвитку (IFAD]]) і Всесвітній продовольчій програмі (WFP), з резиденцією у Римі;
Із лютого 2006 року Надзвичайний і Повноважний Посол Республіки Хорватія в Республіці Сан-Марино, з резиденцією в Римі;
Із лютого 2006 року Надзвичайний і Повноважний Посол Республіки Хорватія в Республіці Мальта, з резиденцією в Римі;
З травня 2006 року Надзвичайний і Повноважний Посол Республіки Хорватія в Республіці Кіпр, з резиденцією в Римі;
З вересня 2012 по вересень 2018 рр. — Надзвичайний і Повноважний Посол Республіки Хорватія в Києві;
Від січня 2019 року призначений Надзвичайним  і Повноважним Послом Республіки Хорватія в Республіці Польща.

## Нагороди та відзнаки
- Пам'ятна медаль Війни за незалежність.
- Пам'ятна медаль вдячності Батьківщини.
- Орденом хорватського трилисника.